# 马云涛
马云涛（1920年11月—2019年5月2日），河南临汝县人，中华人民共和国政治人物。
早年参加抗日战争，后入学陕北公学、晋东南抗日大学一分校。1940年，担任新四军第四师雪枫大学政治部组织保卫科科长。第二次国共内战期间，曾任华东军区军政大学政治部组织科科长、团政治处主任。中华人民共和国成立后，担任华东军政大学十五团副政委、第三高级步兵学校第二大队副政委。1959年，历任国防部第五研究院一分院三部政治委员，第七机械工业部一院党委副书记兼政治部主任。1981年，担任中华人民共和国第七机械工业部政治部主任，后改任航天工业部政治部主任。